# Presenza Romana nei Paesi Bassi

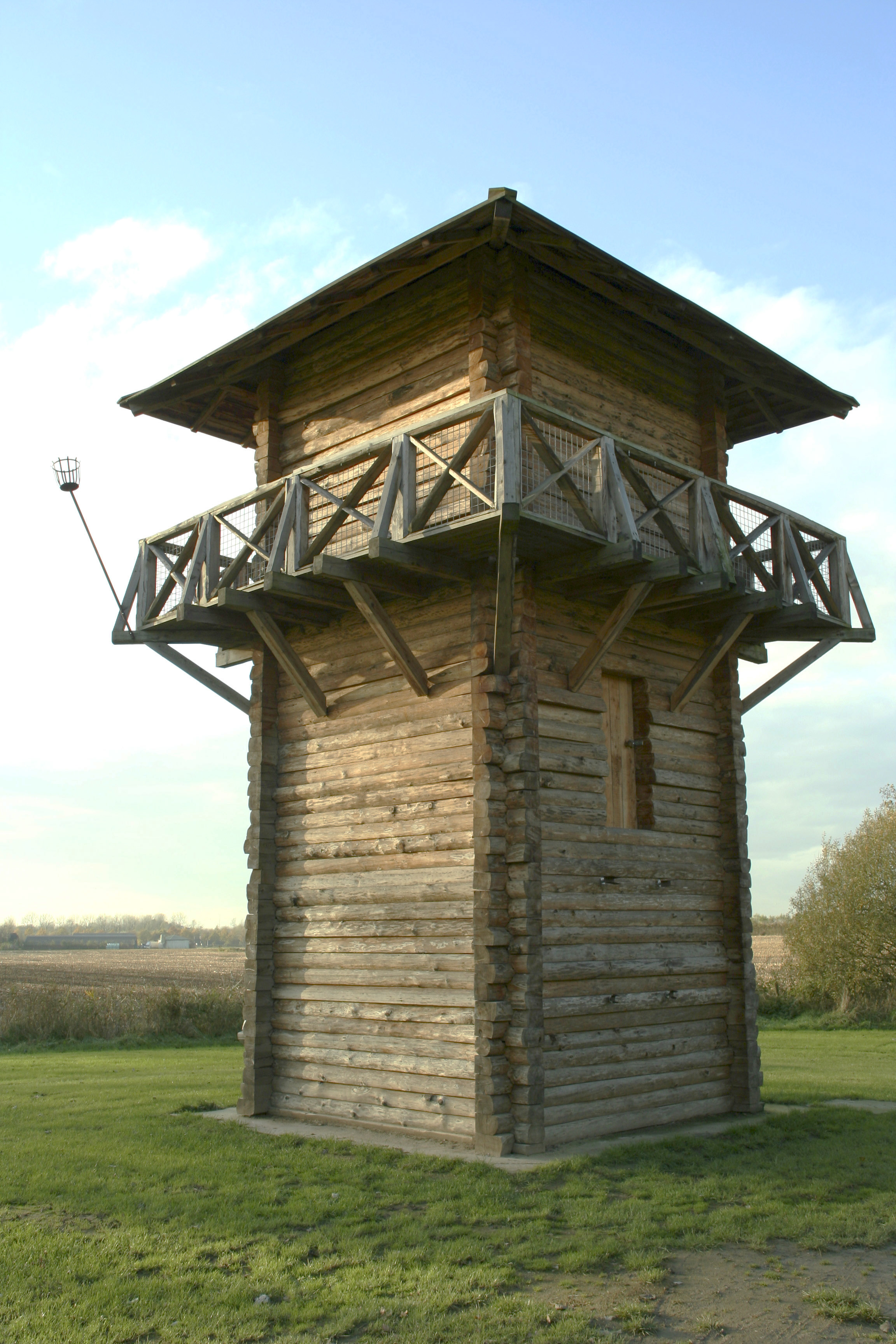
Ricostruzione di una torre di avvistamento romana nei pressi di Fectio nei Paesi Bassi

Per circa 450 anni, dal 55 a.C. circa al 410 d.C., la parte meridionale dei Paesi Bassi fu integrata nell'Impero romano. Durante questo periodo la Presenza Romana nei Paesi Bassi ha esercitato un'influenza enorme sulla vita e la cultura delle persone che vivevano nei Paesi Bassi all'epoca e (indirettamente) sulle generazioni che seguirono.

## Storia antica

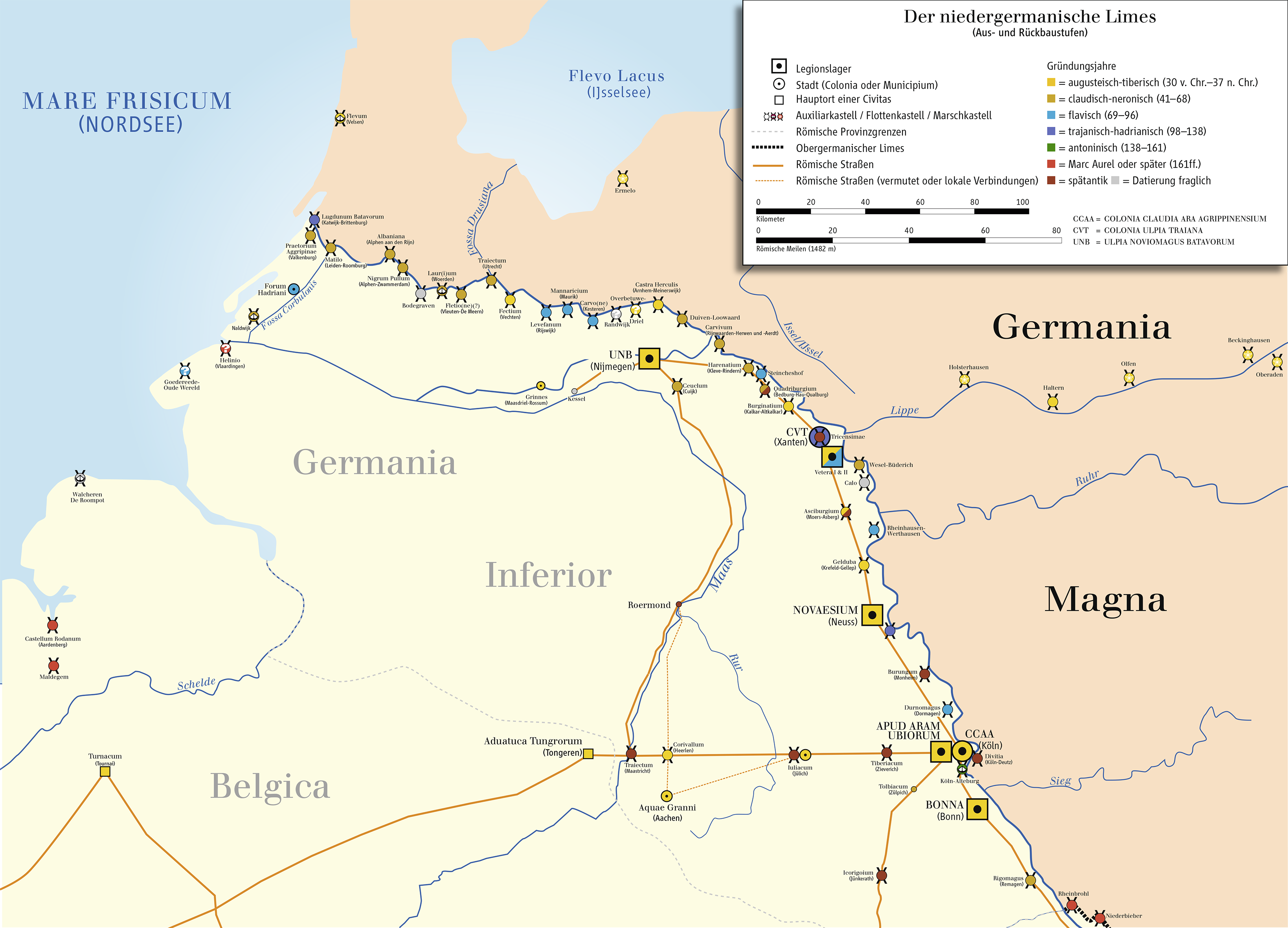
Limes romano nei Paesi Bassi

Durante le guerre galliche, l'area a sud e ad ovest del Reno fu conquistata dalle forze romane sotto Giulio Cesare in una serie di campagne dal 57 a.C. al 53 a.C.. I circa 450 anni di dominio romano che seguirono cambiarono profondamente i Paesi Bassi.
A partire dal 15 a.C., il Reno nei Paesi Bassi venne difeso dal Basso Limes Germanicus. Dopo una serie di azioni militari, intorno al 12 d.C., il Reno fu fissato come la frontiera settentrionale di Roma sulla terraferma europea. Un certo numero di città e sviluppi sorsero lungo questa linea.
L'area fu integrata nell'impero romano. Alla prima parte della Gallia Belgica, questa zona divenne parte della provincia di Germania Inferiore. Le tribù già all'interno o trasferite in quest'area divennero parte dell'Impero Romano.
L'area a nord del Reno, abitata dai Frisii e dai Cauci, rimase fuori dal dominio romano ma non la sua presenza e controllo. I Frisi furono inizialmente "conquistati" da Druso, suggerendo che una sovranità romana fu imposta da Augusto sulle zone costiere a nord del fiume Reno. Nel corso del tempo i Frisii avrebbero fornito ausiliari romani con gli obblighi del trattato, ma la tribù avrebbe anche combattuto i romani in concerto con altre tribù germaniche (alla fine nel 296 i Frisii furono trasferiti nelle Fiandre e scomparvero dalla storia documentata).

### Tribù native
Durante le guerre galliche, l'area belga a sud dell'Oude Rijn e ad ovest del Reno fu conquistata dalle forze romane sotto Giulio Cesare in una serie di campagne dal 57 a.C. al 53 a.C.. Stabilì il principio secondo cui questo fiume, che attraversa i Paesi Bassi, definiva un confine naturale tra la Gallia e la Germania Magna. Ma il Reno non era un confine forte, e chiarì che c'era una parte della Gallia Belgica dove molte delle tribù locali erano "Germani cisrenani", o in altri casi, di origine mista. I circa 450 anni di dominio romano che seguirono cambierebbero profondamente l'area che sarebbero diventati i Paesi Bassi. Molto spesso questo comportava un conflitto su larga scala con i "liberi Germani" sul Reno.
Quando Cesare arrivò, varie tribù si trovavano nella zona dei Paesi Bassi, risiedendo nelle parti più alte abitabili, specialmente nell'est e nel sud. Queste tribù non hanno lasciato documentazione scritta, quindi tutte le informazioni a loro note durante questo periodo preromano si basano su ciò che i romani e i greci hanno scritto su di loro. Giulio Cesare stesso, nella sua opera Commentarii de Bello Gallico, ha scritto in dettaglio solo l'area meridionale che ha conquistato. Due tribù che ha descritto come residenti in quelli che ora sono i Paesi Bassi sono:
- I Menapii, una tribù belga che si estendeva dalla costa fiamminga, attraverso il sud dei delta del fiume, e fino al confine moderno tedesco. In termini di moderne province olandesi questo significa almeno il sud della Zelanda, almeno il nord del Brabante Settentrionale, almeno a sud-est di Gheldria, e possibile il sud dell'Olanda meridionale. In epoca romana successiva questo territorio sembra essere stato diviso o ridotto, tanto che è diventato principalmente contenuto nell'attuale Belgio occidentale.
- Gli Eburoni, il più grande gruppo dei Germani Cisrenani, il cui territorio si estendeva coprivano una vasta area tra i fiumi Mosa e Reno, e apparentemente si estendevano vicino al delta, dando loro un confine con i Menapii. Il loro territorio potrebbe essersi esteso entro Gheldria. Cesare ha affermato di aver distrutto il nome degli Eburoni, ma in epoca romana Tacito riferisce che i Germani Cisrenani avevano assunto un nuovo nome, i Tungri. Mentre i confini esatti non sono noti il territorio degli Eburoni, e in seguito dei Tungri, (il "Civitas Tungrorum") comprendeva tutte o la maggior parte delle moderne province del Limburgo olandese e del Brabante Settentrionale. La parte nel Brabante Settentrionale apparentemente era all'interno di quella che divenne nota come Toxandria, la casa dei Toxandri.
- Gli Ambivariti erano apparentemente una tribù più piccola, forse una parte degli Eburones, o Menapii, che Cesare menziona di passaggio a ovest dei Maas, e quindi da qualche parte nel Brabante Settentrionale. (È possibile che vivessero nell'attuale Belgio)[5].

Nel delta stesso, Cesare fa un commento di passaggio sull'Insula Batavorum ("Isola dei Batavi") nel fiume Reno, senza discutere chi vi abitasse. Più tardi, in epoca imperiale, una tribù chiamata Batavi divenne molto importante in questa regione. Il punto più orientale dell'isola è in una spaccatura del Reno, un braccio che è il Waal l'altro il Reno Inferiore/Vecchio Reno (da cui il nome latino). Molto più tardi Tacito scrisse che erano originariamente una tribù dei Catti, una tribù in Germania mai citato da Cesare. Tuttavia, gli archeologi hanno trovato prove di continuità e suggeriscono che il gruppo Cattico potrebbe essere stato un piccolo gruppo, spostandosi in un popolo preesistente (e possibilmente non germanico), che potrebbe anche aver fatto parte di un gruppo conosciuto come gli Eburoni.
| Tribù nominate da Giulio Cesare | Tribù durante l'impero romano |
| ------------------------------- | ----------------------------- |
|                                 |                               |

Altre tribù che alla fine abitarono le isole "galliche" nel delta durante il periodo romano sono citate da Plinio il Vecchio:
- I Canninefati, che Tacito dice erano simili ai Batavi nella loro discendenza (e presumibilmente provenivano dalla Germania). Questi vivevano ad ovest del Batavi, condividendo la stessa isola, in quella che oggi è la provincia dell'Olanda Meridionale.
- I Frisii, che abitavano anche i Paesi Bassi a nord del delta, coprivano così una parte importante dei Paesi Bassi moderni, non solo nella Frisia moderna, ma anche nell'Olanda Settentrionale e almeno in alcune parti di tutte le altre province olandesi settentrionali di oggi.
- Il Cauci, il cui territorio principale era la costa del Mare del Nord della Germania, al confine con i Frisoni ad est. Si pensa che siano gli antenati dei sassoni successivi e, a quanto pare, occupavano solo una piccola parte dei Paesi Bassi moderni in epoca romana.
- I Frisiavoni, che Plinio contava anche come gente che viveva in Gallia Belgica, a sud del delta. Probabilmente vivevano quindi nel nord del Brabante Settentrionale, forse si estendevano in Gheldria e nell'Olanda Meridionale.
- I Marsacii, a cui Tacito si riferisce come vicini del Batavi. Plinio, a quanto pare, ha anche menzionato che si estendevano sulla costa fiamminga e probabilmente abitavano quella che oggi è la provincia della Zelanda.
- Gli Sturii, che non sono conosciuti da altre fonti, ma si pensa abbiano vissuto vicino ai Marsacii, quindi nella moderna Zelanda o nell'Olanda meridionale.

Come accennato in precedenza, i Paesi Bassi settentrionali, sopra il Vecchio Reno, erano dominati dai Frisoni, con forse una piccola penetrazione di Cauci. Sebbene quest'area non fosse ufficialmente parte dell'impero per lunghi periodi, la coscrizione militare e altre imposizioni furono fatte per lunghi periodi sul Frisoni. Diverse tribù più piccole sono conosciute dai Paesi Bassi orientali, a nord del Reno:
- Il Tubanti (o Tubantes) di Twente in Overijssel, aveva unità che prestavano servizio nell'esercito romano in Gran Bretagna.
- Il Camavi, da Hamaland nel nord della Gheldria, divenne una delle prime tribù ad essere nominato Franca (vedi sotto).
- I Salii, anche Franchi, probabilmente nacquero a Salland in Overijssel, prima di trasferirsi nell'impero, costretto dai Sassoni nel IV secolo, prima in Batavia e poi in Toxandria.
- A sud dei Camavi e sul Reno gli Usipeti vissero per qualche tempo. Cesare ha riferito che erano già ai suoi tempi come nuovi venuti dall'est. Alla fine sembra che siano stati costretti a sud-est, sotto la pressione dei franchi Camavi e Cattuari.

Nel sud dei Paesi Bassi i Texuandri abitavano la maggior parte del Brabante Settentrionale. La moderna provincia del Limburgo, con il fiume Mosa che lo attraversa, sembra essere stata abitata da (da nord a sud) i Betasii, i Catualini, i Sunuci e i Tungri.

## Rivolta batava

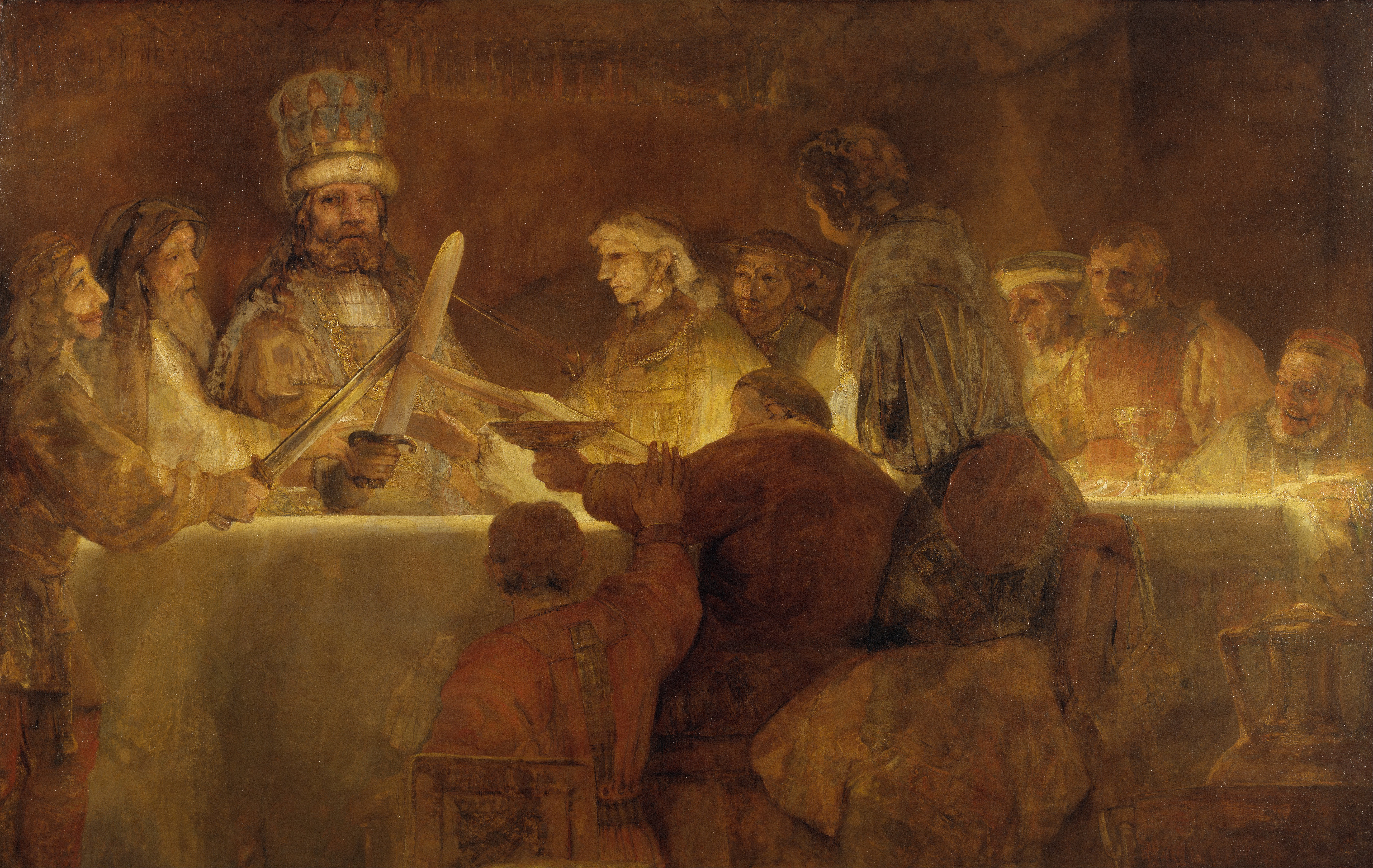
La Cospirazione di Giulio Civile, completata nel 1661 da Rembrandt, il più noto pittore dell'età dell'oro olandese. Raffigura un giuramento bataviano a Gaio Giulio Civile, il capo della rivolta batava contro i romani nel 69.

Nel 38 a.C. circa, una fazione filo-romana dei Catti (una tribù germanica situata ad est del Reno) fu colonizzata da Agrippa in una zona a sud del Reno, ora considerata la zona di Betuwe. Presero il nome della gente che viveva lì - i Batavi:
Il rapporto con gli abitanti originari era nel complesso abbastanza buono; molti Batavi servivano anche nella cavalleria romana. La cultura batava fu influenzata da quella romana, risultante tra l'altro in templi in stile romano come quello di Elst, dedicato agli dei locali. Anche il commercio fiorì: il sale utilizzato nell'impero romano fu ottenuto dal Mare del Nord e i resti si trovano in tutto l'impero romano.
Tuttavia, ciò non impedì la ribellione batava del 69 d.C., una rivolta di grande successo sotto la guida di Batavian Gaio Giulio Civile. Quaranta castella furono bruciati perché i Romani violavano i diritti dei leader batavi prendendo i giovani Batavi come schiavi.
Altri soldati romani (come quelli di Xanten e le truppe ausiliarie dei Bataviani e dei Cananefate delle legioni di Vitellio) si unirono alla rivolta, che divise la parte settentrionale dell'esercito romano. Nell'aprile del 70, Vespasiano inviò alcune legioni per fermare la rivolta. Il loro comandante, Petilio Ceriale, alla fine sconfisse i Batavi e iniziò le trattative con Giulio Civile nella sua terra, tra i fiumi Waal e Mosa vicino a Noviomagus (Nijmega) o - come probabilmente lo chiamavano i Batavi - Batavodurum.

## Insediamenti romani nei Paesi Bassi
Durante la loro permanenza in Germania Inferiore, i Romani fondarono un certo numero di città e insediamenti minori nei Paesi Bassi e rinforzarono il Limes Germanicus con i forti militari. Altre città degne di nota sono Ulpia Noviomagus Batavorum (moderna Nimega) e Forum Hadriani (Voorburg).

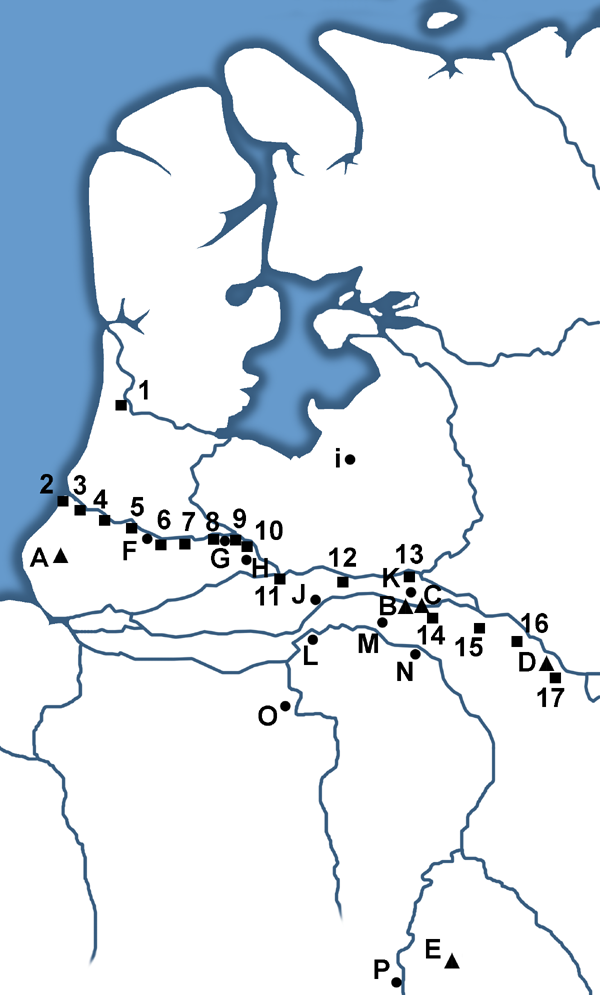
Mappa che mostra gli insediamenti romani nei Paesi Bassi

### Forti romani nei Paesi Bassi (quadrati sulla mappa)
1. Flevum (l'attuale Velsen) Un porto è stato trovato anche qui
2. Lugdunum Batavorum (Brittenburg presso l'attuale Katwijk aan Zee)
3. Pretorio Agrippinae (l'attuale Valkenburg)
4. Matilo (nell'attuale area di Roomburg a Leida)
5. Albaniana (l'attuale Alphen aan den Rijn)
6. Forte di un nome sconosciuto (vicino a Bodegraven)
7. Laurium (l'attuale Woerden)
8. Un forte forse chiamato Fletio (l'attuale Vleuten)
9. Traiectum ad Rhenum (l'attuale Utrecht)
10. Fectio (Vechten)
11. Levefanum (l'attuale Wijk bij Duurstede)
12. Carvo (l'attuale Kesteren in Neder-Betuwe)
13. Castra Herculis (Arnhem)
14. Noviomagus (l'attuale Nimega)

### Città nei Paesi Bassi (triangoli sulla mappa)
A) Forum Hadriani, alias Aellium Cananefatum (l'attuale Voorburg) 

B) Ulpia Noviomagus Batavorum, alias Colonia Ulpia Noviomagus, (l'attuale Nimega) 

C) Batavorum (l'attuale Nimega) 

D) Colonia Ulpia Trajana (l'attuale Xanten, Germania) 

E) Coriovallum (nella moderna Heerlen)

### Insediamenti o postazioni (cerchi sulla mappa)
F) Nigrum Pullum (moderno Zwammerdam) 

G) insediamento di un nome sconosciuto sul Leidsche Rijn 

H) Haltna (l'attuale Houten) 

I) insediamento di un nome sconosciuto (l'attuale Ermelo) 

J) insediamento di un nome sconosciuto (l'attuale Tiel) 

K) Templi romani (l'attuale Elst, Overbetuwe) 

L) Tempio forse dedicato a Ercole Magusannus (l'attuale Kessel (Brabante Settentrionale)) 

M) Tempio (in un'area chiamata "De lithse Ham" vicino a Maren-Kessel, ora parte di Oss)

N) Ceuclum (l'attuale Cuijk) 

O) sconosciuto (l'attuale Esch) 

P) Trajectum ad Mosam, noto anche come Mosae Trajectum, (l'attuale Maastricht) 

Non segnato sulla mappa: un possibile forte nel moderno Venlo

## Franchi
Nel III secolo i Franchi, una tribù germanica guerriera, iniziarono ad apparire nei Paesi Bassi. I loro attacchi sono avvenuti in un periodo di tempo con una catastrofica invasione del mare nell'area
«Un altro cambiamento è stato irreversibile. Durante le fasi di trasgressione, il mare è più aggressivo che in circostanze normali. Il terzo secolo ha visto l'inizio di un'era di maggiore violenza dal mare. Il canale tra il lago Flevo e il Mare dei Wadden si allargò e le paludi del nord si trasformarono in zone umide. I Frisoni e Cauci aumentarono l'altezza dei terps (i tumuli sulla pianura alluvionale su cui vivevano) ma invano. Sembra che il loro paese fosse in gran parte spopolato e che i Frisoni scomparissero dalle nostre fonti. (È improbabile che gli abitanti della Frisia moderna siano imparentati con gli antichi Frisoni.) ..... La causa di questa devastazione (nelle terre della Frisia) è facile da trovare: incursioni di una nuova tribù germanica, i Franchi.»
L'identità franca emerse nella prima metà del Trecento, da gruppi germanici più piccoli, tra cui i Sali, i Sicambri, i Camavi, i Bructeri, i Catti, i Cattuari, gli Ampsivari, i Tencteri, gli Ubii, i Batavi ed i Tungri, che abitava il Reno inferiore tra lo Zuiderzee e il fiume Lahn e si estendeva verso est fino al Weser, ma era la più densamente popolata intorno all'IJssel e tra i fiumi Lippe e Sieg. La confederazione franca probabilmente iniziò a fondersi nel 210.
I Franchi appaiono nei testi romani come alleati e nemici (laeti o dediticii). Nel 288 l'imperatore Massimiano sconfisse i Franchi Salici, i Camavi, i Frisoni e altri germani che vivevano lungo il Reno e li trasferirono nella Germania inferiore per fornire manodopera e impedire l'insediamento di altre tribù germaniche. Nel 292 Costanzo Cloro sconfisse i Franchi che si erano stabiliti alla foce del Reno. Questi furono trasferiti nella vicina regione di Toxandria. Intorno al 310, i Franchi avevano sotto controllo la regione del fiume Schelda (l'attuale Fiandre occidentali e il sud-ovest dei Paesi Bassi), ed facevano irruzione nella Manica, interrompendo il trasporto verso la Britannia. Le forze romane pacificarono la regione, ma non espulsero i Franchi, che rimasero come pirati almeno fino al tempo di Giuliano l'Apostata (358), quando i Franchi di Salia furono concessi come federati in Toxandria, secondo Ammiano Marcellino.
All'inizio del V secolo, i Franchi divennero il gruppo etnico più importante della regione, poco prima della fine dell'Impero Romano d'Occidente.